# Ramón Guzmán
Ramón Guzmán (Barcellona, 22 gennaio 1907 – 1º aprile 1954) è stato un calciatore e allenatore di calcio spagnolo, di ruolo difensore.

## Carriera

### Club
Giocò tutta la carriera nel campionato spagnolo.

### Nazionale
Con la maglia della nazionale ha giocato tre partite nel 1930.

## Palmarès

### Giocatore

#### Competizioni nazionali
- Campionato spagnolo: 1

Barcellona: 1929
- Coppa di Spagna: 1

Barcellona: 1928

### Allenatore

#### Competizioni nazionali
- Coppa di Spagna: 1

Barcellona: 1942